# Salvador López Arnal
Salvador López Arnal (Barcelona, 1954) es un filósofo, activista, escritor y editor español. Miembro del CEMS (Centre d’Estudis de Moviments Socials) de la Universidad Pompeu Fabra.  Es autor de numerosos trabajos sobre Manuel Sacristán y Francisco Fernández Buey.  Colabora habitualmente en El Viejo Topo, Rebelión, Espai Marx y Sin Permiso.

## Biografía
Empezó a militar a los 16 años en los núcleos de la izquierda comunista en Cataluña. Estudió Matemáticas en la Universidad de Barcelona a principios de los años 70. Había militado en las Plataformas Anticapitalistas de su barrio, el Besós. En la facultad militó en el PCE (m-l) siendo uno de los responsables del partido en la universidad barcelonesa. Dejó de militar "cuando emprendieron lo que llamaban "luchar armada" a principios de 1975", explica en una entrevista.  López Arnal recuerda a Cipriano Martos, que murió torturado en la comisaría de Reus y a tres luchadores antifascistas del partido asesinados el 27 de septiembre de 1975: José Humberto Baena, José Luis Sánchez Bravo y Ramón García Sanz. Yo hubiera podido ser uno de ellos asegura. Posteriormente militó en el Movimiento Comunista de España durante varios años, hasta el referéndum sobre la Otan en 1986. También militó durante poco tiempo en la Organización Revolucionaria de Trabajadores y más tarde, hacia finales de los años 80 en Iniciativa per Catalunya en Santa Coloma de Gramanet donde trabajó durante 35 años en el instituto de secundaria Puig Castellar y en la UNED. Después de separarse de IC pasó a formar parte desde su fundación de Esquerra Unida i Alternativa donde militó con Paco Fernández Buey.
En el activismo sindical ha militado en la OSO, el sindicato del PCE (m-l), en CCOO hasta la época de Fidalgo y en CoBAS, Comisiones de Base, sindicato creado en 2006 a partir de una escisión de CCOO. En septiembre de 2018 explicaba que su único activismo político era en el colectivo ASEC/ASIC, la Asamblea Social de la Izquierda de Cataluña creada en 2016 y coordinada por el filósofo Miguel Candel.

### Trayectoria en la enseñanza
Empezó trabajando en empresas que no cotizaron a la Seguridad Social -explica en su biografía- y posteriormente en Banca Catalana de 1969 a 1981. Realizó prácticas de agregado en el Instituto Balmes de Barcelona. Logró plaza como profesor en el Instituto Puig Castellar de Santa Coloma de Gramanet dando clases de bachillerato (filosofía y ética) y de ciclos formativos (Economía, Lenguajes de programación, Ofimática) y posteriormente profesor-tutor de Matemáticas de la UNED.
Se jubiló en octubre de 2017. 

### Editor de Manuel Sacristán
Escuchó por primera vez a Manuel Sacristán en 1973 a quien junto con Paco Fernández Buey considera sus maestros desde el punto de vista político. Desde aquel momento le leí todo lo que pude (sin entenderle apenas) y le escuché siempre que me fue posible. Sin matricularme, estuve yendo muchos años a sus clases de Metodología, explica. Sin embargo apenas habló con él tres veces en su vida. Desde 1994 con la ayuda de Fernández Buey y otros compañeros empezó a editar su obra.
Ha sido editor, junto con Pere de la Fuente, de Acerca de Manuel Sacristán (Destino, Barcelona, 1996) y de Homenaje a Manuel Sacristán. Escritos sindicales y políticos (Ediciones Universitarias, Barcelona 1998). Como editor, ha intervenido en la publicación de El valor de la ciencia (El Viejo Topo, Barcelona 2001), Popper/Kuhn: ecos de un debate (Montesinos, Barcelona 2003) y M.A.R.X. Máximas, aforismos y reflexiones con algunas variables libres (El Viejo Topo, Barcelona 2003).

### Otras colaboraciones
Colabora habitualmente en las páginas de El Viejo Topo -inició sus colaboraciones en la revista a mediados de los años 90 por sugerencia de Francisco Fernández Buey- Rebelión, Espai Marx y Sin Permiso. 

## Publicaciones
- Acerca de Manuel Sacristán (Destinolibro n.º 381, Ediciones Destino, Barcelona, 1996)
- Homenaje a Manuel Sacristán. Escritos sindicales y políticos (Ediciones Universitarias, Barcelona 1998)
- 30 años después: acerca del opúsculo de Manuel Sacristán Luzón (Ediciones Universitarias, Barcelona, 1999)
- El valor de la ciencia (El Viejo Topo, Barcelona, 2001)
- Popper/Kuhn: ecos de un debate (ed.) (Montesinos, Barcelona 2003)
- M.A.R.X. Máximas, aforismos y reflexiones con algunas variables libres (ed.) (El Viejo Topo, Barcelona, 2003)[6]
- El legado de un maestro. Homenaje a Manuel Sacristán (ed., junto Iñaki Vázquez) (El Viejo Topo, Barcelona, 2007)
- Manuel Sacristán y la obra del lógico y filósofo norteamericano Willard Van Orman Quine (Ediciones del Genal, Málaga, 2015)[7]
- Siete historias lógicas y un cuento breve (Ediciones Bellaterra, Barcelona, 2017)

## Filmografía
- (como guionista) Integral Sacristán (Xavier Juncosa, 2007)